# Geert Groot Koerkamp
Geert Groot Koerkamp (Diepenveen, 1964) is een Nederlands journalist. Hij studeerde journalistiek in Kampen en leerde Russisch.
In 1992 ging hij voor de Wereldomroep en de NOS naar Rusland, waar hij vervolgens meer dan dertig jaar in Moskou woonde.
Koerkamp was de laatste Nederlandse journalist, die in 2024 nog voor de Volkskrant en de NOS actief was in Rusland.